# أطفال الذرة (فلم)
أطفال الذرة (بالإنجليزية: Children of the Corn) ويعرف أيضاً ستيفن كينغ:أطفال الذرة (بالإنجليزية: Stephen King's Children of the Corn) هو فيلم رعب خارق للطبيعة أمريكي تم إنتاجه في سنة 1984، قصة الفلم مبنية على قصة تحمل نفس الاسم لستيفن كينغ المنتجة في سنة 1977،الفلم من إخراج فريتز كيرش، وبطولة بيتر هورتون وليندا هاميلتون، أحداث الفلم تدور في بلدة ريفية خيالية في نبراسكا في الولايات المتحدة، قصة الفلم تتكلم عن كيان حاقد مخفي تغري الأطفال لتقتلهم بعد ذلك، وحبيبين يرون أنفسهم وسط هذه المشكلة، تم تصوير الفلم في أيوا وكاليفورنيا، وقد تم إنتاج أجزاء أخرى للفلم في السنوات اللاحقة.

## البطولة
- بيتر هورتون بدور بورت ستانتون
- ليندا هاميلتون بدور فيكي باكستر
- روبرت غولدن أرمسترونغ بدور ديل
- جون فرانكلين بدور إسحاق كرونر
- كروتني غاينس بدور ملاخاي بوردمان
- جون بيلبين بدور ريتشارد أموس ديغان
- روبي كايجر بدور جوبي
- آن ماري مكإيفوي بدور ساره

## وصلات خارجية
- مقالات تستعمل روابط فنية بلا صلة مع ويكي بيانات
- أطفال الذرة على قاعدة بيانات الأفلام على الإنترنت
- أطفال الذرة على أول موفي
- أطفال الذرة على الطماطم الفاسدة
- أطفال الذرة على يوتيوب
- childrenofthecornmovie.com